# Gnomidolon proseni
Gnomidolon proseni es una especie de escarabajo longicornio del género Gnomidolon, categorizada en la tribu Hexoplonini, de la subfamilia Cerambycinae. Fue descrita por Martins en 1962.

## Descripción
Mide 5,3-7,8 mm de longitud.

## Distribución
Se distribuye por Bolivia, Brasil, Costa Rica y Nicaragua.